# Дептовский сельский совет (Конотопский район)
Дептовский сельский совет (укр. Дептівська сільська рада) — входит в состав
Конотопского района
Сумской области
Украины.
Административный центр сельского совета находится в 
с. Дептовка
.

## Населённые пункты совета
- с. Дептовка